# Gúttamási
Gúttamási egykori község Fejér vármegyében, a Móri járásban. 1966-ban szűnt meg, amikor magát a falut Isztimérhez csatolták, területének másik részéből azonban egyidejűleg megalakult Kincsesbánya.

## Fekvése
Gúttamási Fejér vármegye északi részén, Székesfehérvártól közel 20 kilométerre fekvő, nagyrészt német nemzetiségű település. Központjában keresztezi egymást a Sárkeresztest és Iszkaszentgyörgyöt Isztimérrel összekötő 8203-as út és a Fehérvárcsurgó felől Bakonykútira vezető 8212-es út.

## Története
Gúttamási korábban önálló falu volt, de 1966-ban az isztiméri körjegyzőség közigazgatása alá sorolták be.
Nevét az oklevelek 1201-ben említették először. A török hódoltság alatt elpusztult, de 1762-ben német családokkal telepítették újra, egyúttal a betelepülők 10 év adómentességet is kaptak.
Az első világháború idején, 1914-ben 31 fő volt a településről bevonuló katonák száma, ebből a háború évei alatt négyen haltak meg.
A második világháború 1944 decemberétől 1945 március végéig tartott a település környékén. Ez idő alatt a környező súlyos harcokban a település több lakóháza leégett és a templom tornya is megrongálódott. A háború után nehéz volt az újrakezdés, de a szorgalmas emberek újra tudták kezdeni az életet. A móri járás falvait is érintő kitelepítés 1948 februárjától április közepéig tartott. Gúttamásiból három családot, 9 főt telepítettek ki Németországba, helyükre Csehszlovákiából érkeztek felvidéki telepesek.
1966-tól Gúttamási elvesztette önállóságát, azóta Isztimérhez tartozik.
2001 májusában ünnepelték meg a település fennállásának 800. évfordulóját, ez alkalomból egy emlékkövet állítottak, ahol egy márványtábla hirdeti a község 8 évszázados kitartását.
A faluban pályázat útján nyert pénzből egy pihenőparkot is kialakítottak, melyben a helybeli lakosok és a környékről érkező turisták is szívesen pihennek.

## Gazdaság
1941-ben az Alumíniumérc Bánya és Ipari Rt. bányát nyitott a községben. 1996-ban egy műanyag nyílászárókat gyártó cég települt Gúttamásiba.

## Külső hivatkozások
- Isztimér Önkormányzatának honlapja